# Zatox
Zatox, właśc. Gerardo Roschini (ur. 17 listopada 1975 w Tivoli) – włoski DJ i producent tworzący hardstyle. Współpracuje również m.in. z Tatanką pod pseudonimem Wild Motherfuckers. Występował na festiwalach, takich jak m.in. Qlimax, Defqon.1, Hard Bass, In Qontrol, Tomorrowland  czy Decibel Outdoor.

## Dyskografia
| Tytuł                                       | Pseudonim                           | Wytwórnia                     | Rok  |
| ------------------------------------------- | ----------------------------------- | ----------------------------- | ---- |
| Gunflame EP                                 | Smashing Guys                       | Wicked Records                | 2002 |
| Diabolika EP                                | Smashing Guys                       | Wicked Records                | 2003 |
| I'm Techno                                  | Zairon                              | Ipnotika                      | 2003 |
| Caput Mundi EP                              | Zatox                               | Wicked Records                | 2003 |
| Eternity Life EP                            | Zatox                               | Wicked Records                | 2003 |
| Don't Stop                                  | Zairon                              | Ipnotika                      | 2004 |
| Jako                                        | Gerardo Roschini                    | Wicked Records                | 2004 |
| Shuttafuck                                  | Ironblood                           | Ipnotika                      | 2004 |
| Chaos Legion                                | Machinehead                         | Wicked Records                | 2004 |
| Control Your Body EP                        | Smashing Guys                       | Wicked Records                | 2004 |
| Big Bang EP                                 | Smashing Guys                       | Wicked Records                | 2004 |
| We Are Still Here                           | W.A.S.H.                            | Droppin' Beats                | 2004 |
| Wake Up                                     | Smashing Guys                       | Wicked Records                | 2005 |
| Master Flat                                 | Supaboyz                            | Scantraxx                     | 2005 |
| The Future / Mover                          | W.A.S.H.                            | Droppin' Beats                | 2005 |
| Superstar / Payback                         | Zairon                              | Ipnotika                      | 2005 |
| Apocalypse                                  | Zatox                               | Wicked Records                | 2005 |
| Overdose EP                                 | Zatox                               | Wicked Records                | 2005 |
| Destroy EP                                  | Gerardo Roschini                    | Wicked Records                | 2005 |
| Sensation EP                                | Gerardo Roschini                    | Wicked Records                | 2005 |
| Revolver EP                                 | Ironblood                           | Wicked Records                | 2005 |
| Phenomena EP                                | Machinehead                         | Wicked Records                | 2005 |
| Microcheck                                  | ZTX                                 | Droppin' Beats                | 2005 |
| Radio Alarm                                 | W.A.S.H.                            | Droppin' Beats                | 2006 |
| Fuck It Up                                  | Wild Motherfuckers                  | Droppin' Beats                | 2006 |
| Bad Time / Mofoclub                         | Zatox                               | Wicked Records                | 2006 |
| Scanner EP                                  | Zatox                               | Wicked Records                | 2006 |
| The Anthem                                  | Overload                            | Droppin' Beats                | 2006 |
| Ultravox EP                                 | Ironblood                           | Wicked Records                | 2006 |
| Headwave / Defcon 5                         | Machinehead                         | Wicked Records                | 2006 |
| I Love Hardstyle                            | ZTX                                 | Droppin' Beats                | 2006 |
| Fother Mucker                               | Wild Motherfuckers                  | Zanzatraxx                    | 2007 |
| Deep Into Your Soul                         | Zairon                              | Ipnotika                      | 2007 |
| Remix 01                                    | Zairon & Smashing Guys              | Ipnotika                      | 2007 |
| Can't Stop / So Fight                       | Zatox & Activator                   | Wicked Records                | 2007 |
| Get Drunk                                   | Activator & Zatox                   | Activa Records                | 2007 |
| Don't Let It Go                             | Zatox & Activator                   | Wicked Records                | 2007 |
| Alright                                     | Kat meets Gerardo Roschini          | Wicked Records                | 2007 |
| Gold Medley With Strange                    | Tat & Zat                           | Droppin' Beats                | 2007 |
| Smokin' 'N Pourin'                          | ZTX & Kingsman                      | Droppin' Beats                | 2007 |
| Scary Track / Skleroxx                      | Tat & Zat                           | Zanzatraxx                    | 2008 |
| B2BW                                        | Wild Motherfuckers                  | Droppin' Beats                | 2008 |
| Stand Up                                    | Zairon                              | Ipnotika                      | 2008 |
| Still Drunk                                 | Activator & Zatox                   | Activa Records                | 2008 |
| So High                                     | Zatox                               | Wicked Records                | 2008 |
| Proud To Be Loud / Skeleton                 | Tat & Zat                           | Droppin' Beats                | 2009 |
| Gangsta / Love Theme From The Godfather     | Tatanka & Zatox                     | Zanzatraxx                    | 2009 |
| Vintage EP                                  | Zatox                               | Wicked Records                | 2009 |
| Can You Feel It                             | Zenith & Zatox                      | Trance Communications Records | 2009 |
| Oxygen                                      | Zatox & Activator                   | Wicked Records                | 2009 |
| Choir / Pumping Blood                       | Zatox meets The R3bels              | Wicked Records                | 2009 |
| Master And Slave                            | Zatox presents Vyolet               | Wicked Records                | 2009 |
| Creation EP                                 | Zatox                               | Italian Hardstyle             | 2010 |
| Raw Style EP                                | Zatox                               | Italian Hardstyle             | 2010 |
| A New Dimension / No One Excluded           | Zatox & A-lusion                    | Italian Hardstyle             | 2010 |
| Kickin' Ass / Loops & Things                | Zatox & Tatanka                     | Italian Hardstyle             | 2010 |
| Uocciu Fink                                 | Feita & Ralfio (Activator & Zatox)  | Activa Records                | 2010 |
| Uocciu Fink (Re-Worked Mix)                 | Feita & Ralfio (Activator & Zatox)  | Activa Records                | 2011 |
| Irreplaceable / Can't Hold Us Back          | Zatox                               | Italian Hardstyle             | 2011 |
| Oldskool / Tanz Electrik (The R3bels Remix) | Zatox                               | Italian Hardstyle             | 2011 |
| Hard Bass (Official Hard Bass Anthem 2011)  | Wild Motherfuckers                  | B2S Records                   | 2011 |
| Madhouse                                    | D-Block & S-Te-Fan & Zatox          | Scantraxx Evolutionz          | 2011 |
| Indoctrination                              | Zatox & Ran-D                       | A² Records                    | 2011 |
| Audio Attack                                | Coone & Zatox                       | Dirty Workz                   | 2011 |
| Another Level EP                            | Zatox                               | Italian Hardstyle             | 2011 |
| No Way Back (Official Qlimax Anthem 2011)   | Zatox                               | Gratis Release, –             | 2011 |
| Odissea 2011 / The Revolution               | Zatox & The R3belz / Zatox & Vamper | Italian Hardstyle             | 2011 |
| Winter                                      | Zatox                               | Italian Hardstyle             | 2012 |
| It Must Be                                  | Zatox & Max Enforcer                | Italian Hardstyle             | 2012 |
| My Life                                     | Zatox                               | Italian Hardstyle             | 2012 |
| Opera                                       | Zatox                               | Free Release                  | 2012 |
| Fuck You Up                                 | Zatox                               | Italian Hardstyle             | 2012 |
| D.E.C.I.B.E.L.                              | Zatox                               | Italian Hardstyle             | 2012 |
| Struggle For Pleasure 2012                  | Zatox                               | Italian Hardstyle             | 2012 |
| Bitch Slap                                  | Zatox Ft. The Eretik Vs. Kendra     | Italian Hardstyle             | 2012 |
| Brutal                                      | Zatox                               | Italian Hardstyle             | 2012 |
| Good & Evil                                 | Zatox Ft. The R3belz                | Scantraxx                     | 2013 |
| Hectic                                      | Zatox & Ran-D                       | Scantraxx                     | 2013 |
| Check Out The Drop                          | Zatox                               | Unite Records                 | 2013 |